# Megan Campbell
Megan Campbell, née le 28 juin 1993 à Drogheda en Irlande, est une footballeuse internationale irlandaise qui joue au poste d'arrière gauche à Everton.

## Biographie
Megan Campbell naît à Drogheda dans le comté de Louth. Elle est la petite-fille d'Eamonn Campbell (en) le guitariste du groupe de musique The Dubliners. Elle grandit avec ses trois sœurs dans le quartier de Scarlett Street. Elle étudie à Our Lady's College dans le quartier de Greenhills avant d'aller à Carlow à l'Institute of technology pour faire ses études supérieures. Elle commence le football dans différentes équipes de Drogheda : Grove Rangers, Boyne Rovers puis Moneymore.

### St Francis
En 2009, quatre semaines avant d'atteindre l'âge de 16 ans, Megan Campbell entre sur le terrain comme remplaçante sous les couleurs de St. Francis Football Club à l'occasion de la finale de la Coupe d'Irlande contre St Catherine's LFC. Ces coéquipières se nomment Grainne Kierans et Mary Waldron toutes deux internationales irlandaises. Campbell joue aussi en Ligue des champions féminine 2009-2010 et Ligue des champions féminine de l'UEFA 2010-2011 car son équipe participe au tour de poule qualificatif de ces compétitions grâce à ses victoires en coupe d'Irlande. Lors de la saison 2010-2011, elle participe à la toute première victoire féminine en coupe d'Europe le 5 août 2010. Les Irlandaises s'imposent 4-1 contre les Portugaises du SU 1er Décembre. Cinq jours plus tard elles confirment leur victoire en s'imposant 5-3 contre les Croates du ŽNK Osijek. Une large défaite 0-9 contre les Russes du WFC Rossiyanka les éliminent toutefois de la compétition.

### Raheny United
Lors de la saison 2012-2013, Megan Campbell joue sous les couleurs du Raheny United. Raheny fait le doublé en remportant la Coupe d'Irlande et le championnat. En Coupe d'Irlande Raheny s'impose à Dalymount Park sur Peamount United sur le score de deux buts à un. Raheny remporte un peu plus tard le titre de championnes d'Irlande en devançant le même club d'un petit point. Campbell est nommée dans l'équipe type de la saison au poste d'arrière latérale gauche. Ses coéquipières cette année-là sont les internationales Mary Waldron, Noelle Murray, Ciara Grant et Siobhán Killeen.

### Florida State Seminoles
En 2013, Megan Campbell part aux États-Unis pour poursuivre ses études à l'université d'État de Floride. Elle suit un cursus en sciences sociales. Campbell commence aussi à jouer dans l'équipe de l'université, les Florida State Seminoles. Lors de sa première saison en Floride, Megan Campbell dispute près de 60 matchs et est créditée de 31 passes décisives. Entre 2013 et 2015 elle aide Florida State à remporter trois titres consécutifs en Atlantic Coast Conference. En 2014 elle est nommée dans l'équipe type de l'ACC et lors de la finale de 2015 elle marque un tir aux buts permettant de battre les Virginia Cavaliers. En 2013, les Seminoles participent au tournoi de la première division de la NCAA et se hissent à la deuxième place. Elles prennent leur revanche la saison suivante en remportant la compétition
En 2015, elle aide au recrutement de sa coéquipière en équipe nationale irlandaise Megan Connolly,.
Alors qu'elle pourrait être choisie à la draft 2015 pour intégrer une franchise du championnat nord-américain, Megan Campbell décide de rester une année de plus à l'université pour terminer ses études. Elle perd cette place dans la draft lors de la session 2016 et rentre en Europe.

### Manchester City
En février 2016, Megan Campbell devient la quatrième signature de l'intersaison du Manchester City Women's Football Club. Avec son nouveau club elle fait un triplé en remportant le championnat, la coupe et la coupe de la Ligue. En juin 2017, elle signe une prolongation de contrat. Lors de la finale de la coupe d'Angleterre féminine de football 2016-2017 elle distille deux passes décisives pour permettre une large victoire 4-1 de son équipe sur Birmingham City au Wembley Stadium.
Megan Campbell se blesse gravement au ligament croisé antérieur en novembre 2017 lors d'une rencontre de Ligue des Champions contre les Norvégiennes du Lillestrøm SK et est absente des terrains pendant de nombreux mois. En juin 2020 Campbell signe une dernière prolongation de contrat avec Manchester City.

### Liverpool

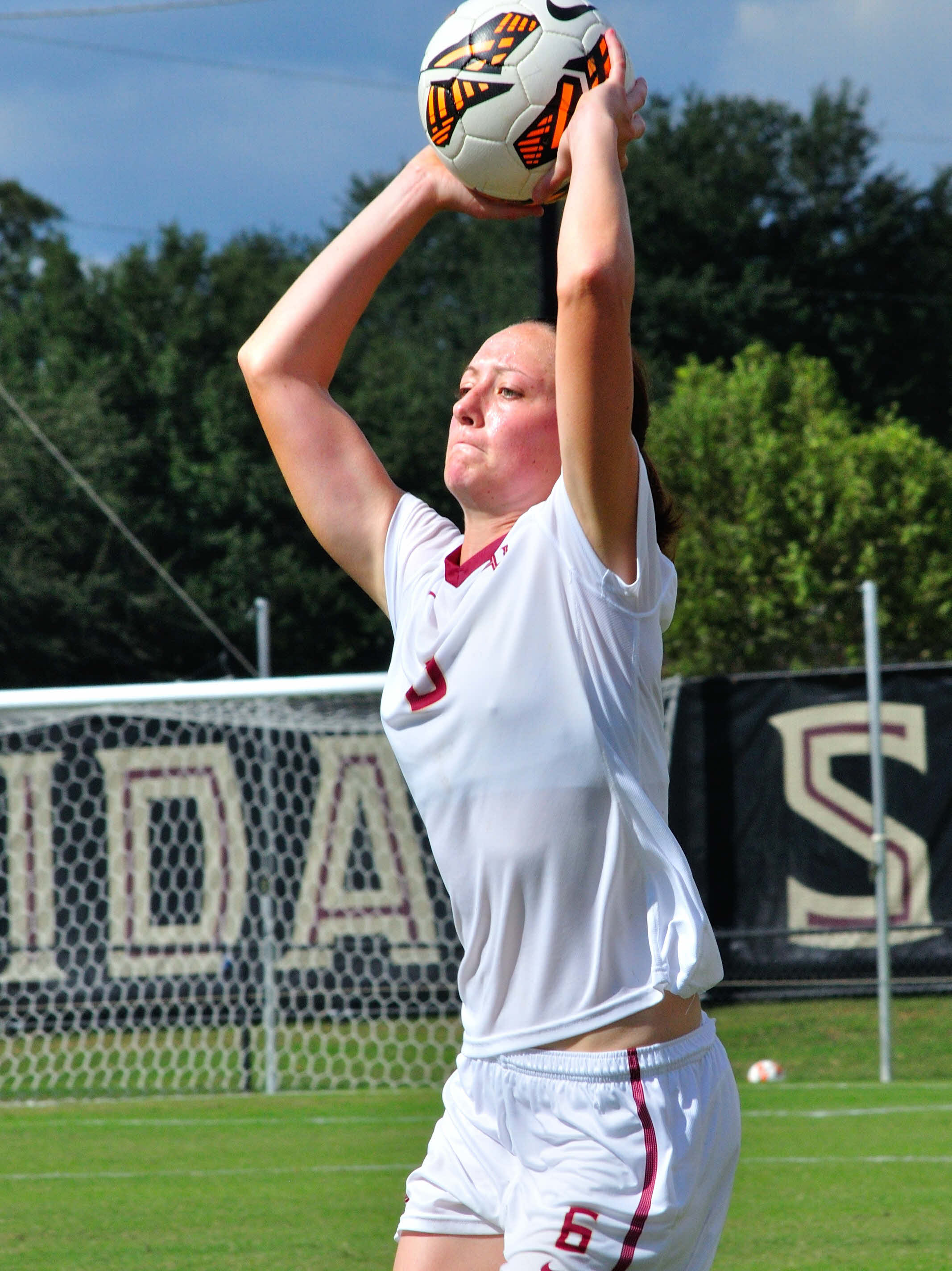
Campbell réalisant une longue touche en octobre 2014

En juin 2021, le Liverpool FCW alors en deuxième division anglaise recrute Megan Campbell. Malgré une absence sur blessure lors des premiers mois de la saison 2021-2022, Campbell devient un élément important des Reds dans leur victoire en deuxième division synonyme d'un retour dans l'élite anglais. En juin 2022 elle prolonge son contrat sur les bords de la Mersey.

### En équipe nationale
Megan Campbell a été sélectionnée dans les équipes d'Irlande des moins de 17 ans, des moins de 19 ans et en Senior.
En 2010, elle fait partie de l'équipe qui participe à la Coupe du monde féminine de football des moins de 17 ans. Elle doit cette qualification à sa place de finaliste lors du Championnat d'Europe féminin de football des moins de 17 ans 2010. Megan Campbell est titulaire lors de la finale du championnat d'Europe perdue contre l'Espagne aux tirs au but. À la Coupe du monde, l'Irlande termine la phase de poule en tête de son groupe devançant le brésil. Elle échoue en quart de finale battue par le Japon, future finaliste de la compétition.
Megan Campbell obtient sa première sélection en équipe nationale senior à l'occasion d'une rencontre amicale contre la Suisse à Richmond Park en août 2011. Elle entre sur le terrain à la 62e minute en remplacement de Louise Quinn
Après deux ans d'absence en raison de blessures à répétition, Megan Campbell fait son retour en équipe nationale en février 2022 pour participer à la Pinatar Cup à Murcie en Espagne. Le 1er septembre 2022, elle est titulaire lors de la victoire 1-0 sur la Finlande au Tallaght Stadium. Cette victoire ouvre la voie à la participation aux barrages pour la coupe du monde 2023.
Le 11 octobre 2022, elle fait partie de la sélection irlandaise qui se qualifie pour la première fois de son histoire pour une Coupe du monde. L'Irlande bat l'Écosse 0-1 à Hampden Park. Titulaire, Campbell joue l'intégralité de la rencontre.

## Statistiques
| # | Date              | Lieu                         | Opposition      | Résultat | Compétition               | Buts |
| - | ----------------- | ---------------------------- | --------------- | -------- | ------------------------- | ---- |
| 1 | 6 mars 2013       | Paralimni Stadium, Paralimni | Irlande du Nord | 5–1      | Cyprus Cup                | 1    |
| 2 | 11 mars 2015      | Valbruna, Rovinj             | Costa Rica      | 2–1      | Istria Cup                | 1    |
| 3 | 19 septembre 2017 | Mourneview Park, Lurgan      | Irlande du Nord | 2–0      | Elim. Coupe du monde 2019 | 1    |

## Palmarès
St Francis
- Coupe d'Irlande
  - Vainqueur en 2009

Raheny United
- Championnat d'Irlande
  - Vainqueur en 2012-2013
- Coupe d'Irlande
  - Vainqueur en 2012

Manchester City Women's Football Club
- Championne d'Angleterre (WSL1) en 2016
- Coupe FA en 2017